# Балта (марсіанський кратер)
Балта (англ. Balta) — кратер у квадранглі Margaritifer Sinus на Марсі, розташований в іншому картері Чекаліна на 24.1° південної широти й 26.6° західної довготи. Названо 1976 року на честь українського міста Балта, що на Одещині.

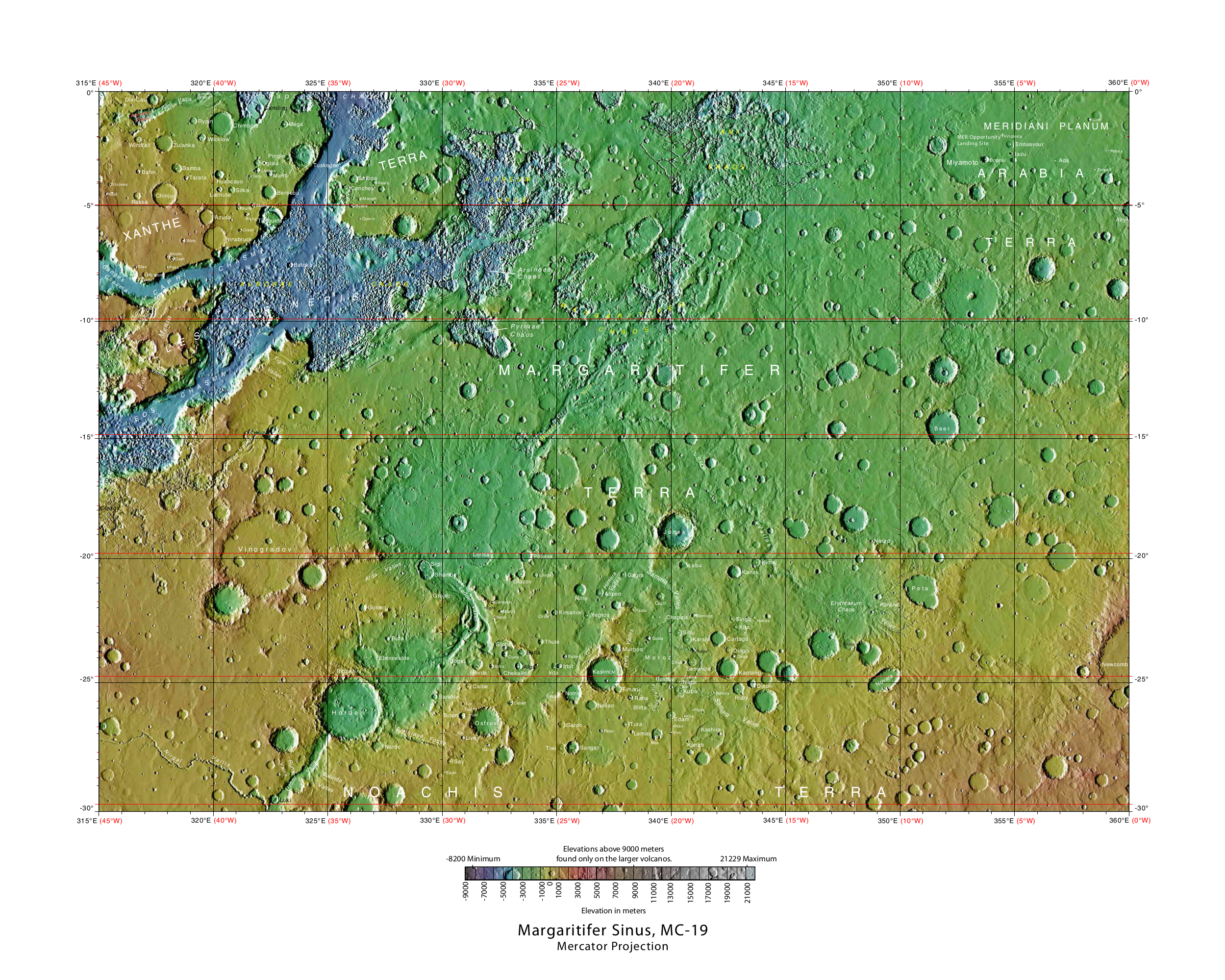
Квадрангл Margartifer Sinus.
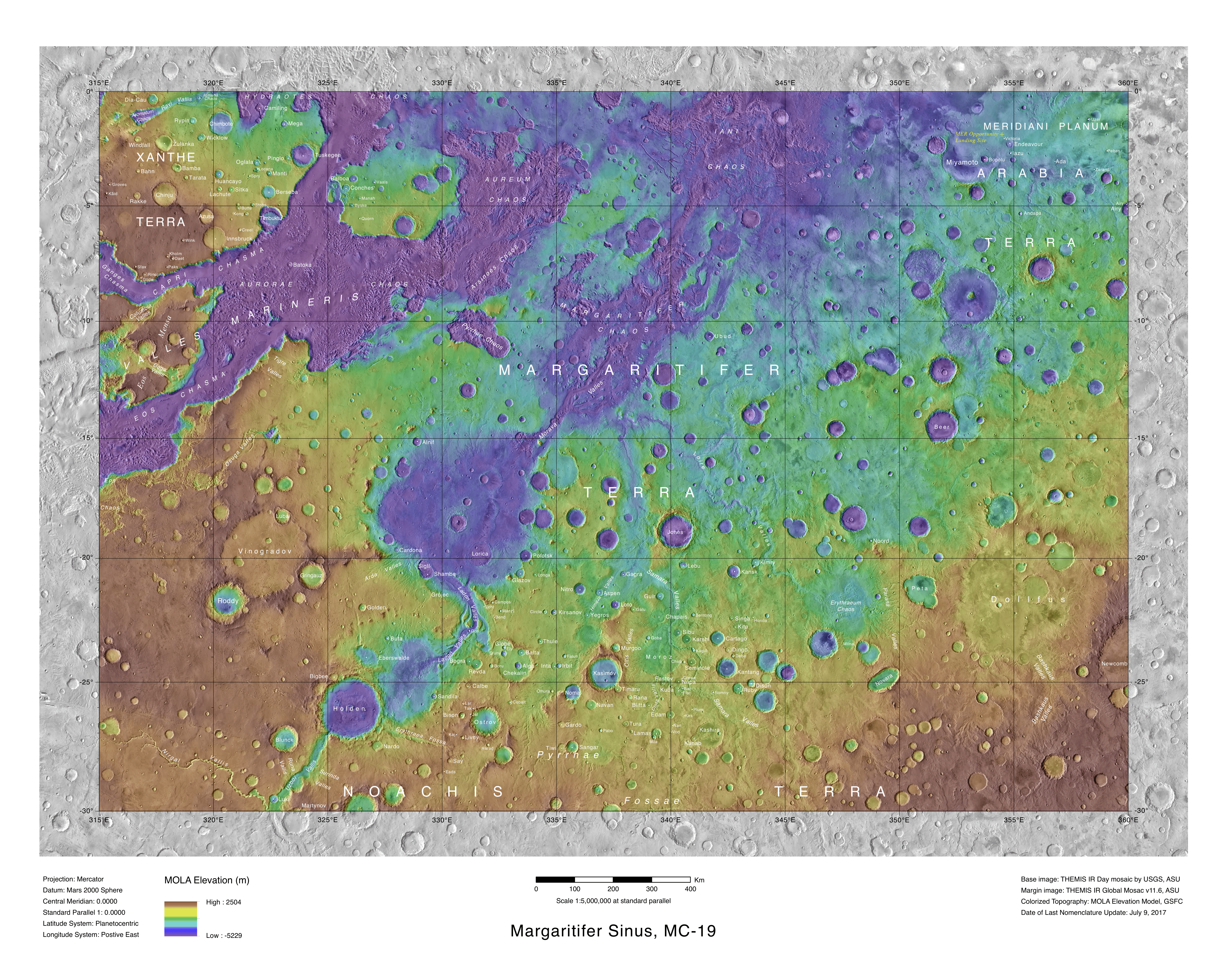
Кратер Балта, розташований між долинами Ладон і кратером Касімова.